# 公社
公社（こうしゃ）とは、現代国家の行政機能の拡大や多様化などを背景に、国の事務・事業を担うため設立された法人の一形態（他に事業団や公庫などある）。

## 米国の公社
米国の公社は時々に起こる特定の問題を解決する実際的要請に基づいて設立される。公社は国家的見地からみて、重要な事業で、かつ、私人がその商品またはサービスを提供することが不可能か好ましくない領域に認められ、特に融資や保証等の信用の分野で設立されたものが多い。公社の定義は様々で若干の差があるが、1944年には約100の公社が存在したが、アイゼンハワー政権で多くの公社が整理清算された。
公社統制法（Government Corporation Control Act）では、政府の出資により全部所有公社と混合出資公社に分類している。

### 主な公社
- 合衆国輸出入銀行[2]
- 連邦住宅貸付銀行（連邦住宅金融銀行）[2]
- 連邦預金保険公社（連邦預金保証公社）[2]
- 商品金融公社（英語版）
- 連邦穀物保険公社（英語版）
- 連邦貯蓄融資保証公社（英語版）
- 連邦住宅局（英語版）[2]
- セント・ローレンス水路開発公社（英語版）
- 米国郵便公社

## 日本の公社
次のような法人がある。
1. 旧公共企業体等労働関係法に定められた公共企業体（いわゆる「三公社」）のこと。
2. 地方公社（土地開発公社、地方住宅供給公社、地方道路公社）
3. このほか名称に「公社」の文字が用いられている法人。日本では地方公社の各根拠法を除いて「公社」自体には名称独占規定がないため、これらに該当しない限り「公社」の名前を用いた法人を立ち上げることができる。公益財団法人の日本交通公社など、いわゆる「公共企業体」とは性質の異なる法人も含む。

### 旧公共企業体等労働関係法上の公社
日本では、第二次世界大戦後、連合国軍最高司令官総司令部 (GHQ)が団体交渉権の付与の観点から、現業官庁に所属する職員について一般の公務員と区別することになった。
その結果、郵政、営林、印刷、造幣及びアルコール専売を引き続き国営事業（5現業）とし、鉄道及び煙草等の専売と逓信の事業についてアメリカの Public Corporation を参考に公社とした。
- 日本国有鉄道
- 日本専売公社
- 日本電信電話公社

これらの公社は政府が全額出資し、予算については国会の議決を要し、決算も国会に提出する必要があった。日本電信電話公社及び日本専売公社は1985年（昭和60年）、日本国有鉄道は1987年（昭和62年）に民営化された。なおその後、郵政については2003年に日本郵政公社が設立されたが、予算や決算等に対する国会の統制は規定されなかった（2007年（平成19年）民営化）。

### 地方公社
土地開発公社、地方道路公社、住宅供給公社は地方公社（地方3公社）と呼ばれている。
- 土地開発公社（公有地の拡大の推進に関する法律）
  - 自治体が公共事業用地を先行取得する目的で設立されている[3]。
  - 土地開発公社でない者は、その名称中に土地開発公社という文字を用いてはならない（同法12条2項）。
- 地方住宅供給公社（地方住宅供給公社法）
  - 住宅政策を担う公的住宅供給主体として設立されている[3]。
  - 地方住宅供給公社でない者は、その名称中に住宅供給公社という文字を用いてはならない（同法3条2項）。
- 地方道路公社（地方道路公社法）
  - 地方幹線道路の整備推進を目的に設立されている[3]。
  - 地方道路公社でない者は、その名称中に道路公社という文字を用いてはならない（同法3条2項）。

## 備考
公社債投資信託などの「公社債」という語は、「公債や社債といった債券」という意味であって、「公社の債券」を意味するわけではない。